# Цехлин
Цехлин (на немски: Zechlin; Flecken Zechlin) е част от град Рейнсберг в северен Бранденбург, Германия. Има 900 жители. Намира се на ок. 100 километра от Берлин и на 13 километра от центъра на Рейнсберг.
Цехлин се намира на западния и северния бряг на Черното езеро, наричано също Малко Цехнинско езеро. Чрез канал се свързва с Голямото Цехлинско езеро.
На 26 октомври 2003 г. общината Цехлин е присъединена към град Рейнсберг (8120 жители на 31 декември 2013). От 23 юни 2011 г. Цехлин е „държавнопризнато селище за почивка“.

## История
Цехлин е споменат за пръв път през 1237 г. в документ за дарение на княз Николаус I фон Верле на манастир Бад Доберан. От 1304 г. принадлежи към Господство Щаргард. Между 1548 и 1640 г. замъкът е една от резиденциите на бранденбургските Хоенцолерни. Те престрояват замъка на дворец.